# Hrabove (Doněcká oblast)
Hrabove (ukrajinsky Грабове, Hrabove, rusky Грабово, Grabovo) je vesnice v Horlivském rajónu v Doněcké oblasti na Ukrajině, leží přímo na hranici s Luhanskou oblastí a asi 40 km vzdušnou čarou od ukrajinsko-ruských hranic. V roce 2001 měla 1000 obyvatel.
Během války na východní Ukrajině, 17. července 2014, bylo poblíž Hrabového sestřeleno dopravní letadlo Boeing 777 malajsijských aerolinek, zemřelo všech 298 lidí na palubě.